# Aleksandr Warłamow (1801–1848)
Aleksandr Jegorowicz Warłamow (ros. Александр Егорович Варламов; ur. 15 listopada?/27 listopada 1801 w Moskwie, zm. 15 października?/27 października 1848 w Petersburgu) – rosyjski kompozytor pochodzenia mołdawskiego.

## Życiorys
W latach 1811–1818 był członkiem carskiej kapeli wokalnej w Petersburgu, gdzie pobierał lekcje muzyki u Dmitrija Bortnianskiego. Od 1819 do 1823 roku przebywał w Hadze, kierując chórem kościelnym przy poselstwie rosyjskim. Po powrocie do Petersburga był do 1826 roku nauczycielem śpiewu w szkole teatralnej. Od 1829 do 1831 roku uczył śpiewaków carskiej kapeli nadwornej. W 1832 roku wyjechał do Moskwy, gdzie do 1843 roku pełnił funkcję kapelmistrza carskich teatrów, koncertował i udzielał lekcji. W latach 1834–1835 wydawał czasopismo nutowe „Eołowa arfa”, na łamach którego prezentował utwory własne oraz innych twórców (Michaił Glinka, Aleksiej Wierstowski i in.). W 1845 roku wrócił do Petersburga i podjął działalność jako prywatny nauczyciel śpiewu.

## Twórczość
Był autorem utworów fortepianowych oraz muzyki do dwóch baletów i 17 sztuk teatralnych, największą sławę zdobył jednak jako kompozytor pieśni. Twórczość pieśniarska Warłamowa cechuje się bogatą melodyką i rytmiką zaczerpniętą z pieśni ludowej oraz nawiązaniami do folkloru miejskiego. Przygotował także aranżacje ponad 50 pieśni ludowych. Na motywach pieśni Warłamowa Krasnyj sarafan i Osiedłaju konia Henryk Wieniawski oparł swoją fantazję Souvenir de Moscou.
Był autorem jednego z pierwszych rosyjskich podręczników śpiewu pt. Połnaja szkoła pienija (wyd. Moskwa 1840). Zbiorcze wydanie prac Warłamowa pt. Połnoje sobranije soczinienij w 12 tomach ukazało się drukiem w Petersburgu w latach 1861–1864.